# Bormes-les-Mimosas
 Bormes-les-Mimosas  es una población y comuna francesa, que se encuentra en la región de Provenza-Alpes-Costa Azul, departamento de Var, en el distrito de Tolón y cantón de Collobrières. Es el lugar de nacimiento del gran militar y corsario Hipólito Bouchard cuyas acciones por la defensa de la Independencia argentina lo llevaron a ser reconocido como héroe nacional. Actualmente la comuna francesa cada 9 de julio celebra el Día de la Independencia argentina en honor a Bouchard.

## Monumentos
- Place St-Francois
- La chapelle Notre-Dame-de-Constance
- Église St-Trophyme
- Château des Seigneurs de Foz
- Musee "Arts et Histoire"

## Demografía
| 2486 | 2965 | 3093 | 3839 | 5083 | 6324 |
| Para los censos de 1962 a 1999 la población legal corresponde a la población sin duplicidades (Fuente: INSEE [Consultar]) |      |      |      |      |      |